# Ламбетски мост
Ламбетски мост (енгл. Lambeth Bridge) је мост преко реке Темзе у централном Лондону који спаја Ламбет са Вестминстером. Отворен је за друмски саобраћај и пешаке и једна је од важних саобраћајних артерија града.
Садашњи мост је отворио краљ Џорџ V 1932. године. Мост је челичне конструкције и има пет лукова. Богато је украшен обелисцима са сваке стране, са каменим шишаркама које опкружују обелиске. Наиме, од римских времена, шишарке су симбол гостољубивости. На овом месту је, међутим, од 1862. стајао висећи мост који није био претерано сигуран и који су користили првенствено пешаци. Недостатак одржавања и корозија су значили да је он морао бити срушен и замењен.
Оближње атракције су Дом Лордова, Ламбетска палата, Тејт Британија као и штаб британске MI5 агенције.